# انجراف المبيدات الحشرية

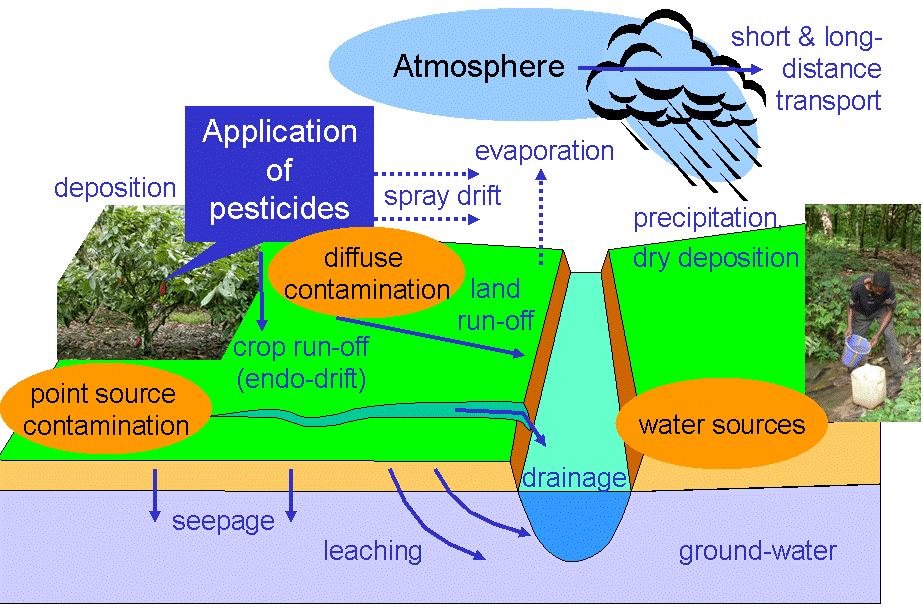

انجراف المبيدات الحشرية يشار إليه بانتشار المبيدات الحشرية بدون قصد والتأثير السلبي المحتمل من تطبيقه، ويتضمن تلوث إشعاعي خارج المنطقة المراد الرش بها عن طريق انجراف السائل إضافةً إلى جريانه من النباتات أو التربة وهذا قد يؤدي الي تدمير في صحة الإنسان والتلوث البيئي الإشعاعي وتدمير الممتلكات.

## الأنواع
عند رش المبيد الحشري واسع الطيف (بشكل موضعي)، يجب التقليل من الانجراف بفعل الرياح، وقد بُذلت جهود كبيرة لتحديد كمية الرذاذ الخارج من فوهة الرش والتحكم فيها. على العكس من ذلك، يُعتبر الانجراف بفعل الرياح طريقة فعالة أيضًا لنقل القطرات ذات الحجم المناسب إلى المناطق الهدف في مساحات واسعة باتباع آلية رش أقل قدر ممكن من المبيدات.
ميّز هيميل (1974) بين الانجراف الخارجي للمبيدات (انتقال الرذاذ بعيدًا عن المنطقة المستهدفة) والانجراف الداخلي، حيث يسقط المكون الفعال لقطرات المبيد الحشري على المنطقة الهدف لكن لا يصل إلى هدفه البيولوجي. يُعتبر الانجراف الداخلي أكثر أهمية ومن ثم قد يسبب تلوثًا بيئيًا أكبر (على سبيل المثال، عندما تلوث المبيدات الحشرية الكيميائية المياه الجوفية).
يصف مصطلح تعرّض المتفرّج عملية تعرض الأشخاص بشكل غير مقصود للمبيدات الحشرية المحمولة جوًّا. يُعد العاملون في منطقة منفصلة عن منطقة رش المبيدات من بين المتفرجين، بالإضافة إلى من يعيشون في المناطق المحيطة بمنطقة الرش، أو عابرو الحقول في أثناء رش المبيدات فيها.

## تطاير مبيدات الأعشاب
يشير مصطلح تطاير مبيدات الأعشاب إلى تبخر أو تصعّد مبيد الأعشاب المتطاير. ينعدم تأثير المادة الكيميائية الغازية في مكان الرش المقصود وقد تتحرك بفعل الرياح لتؤثر على نباتات أخرى ليس من المفترض أن تتأثر، ما يسبب تلف المحصول. تتفاوت قابلية التطاير بين مبيد عشبي وآخر. قد يقلل الدمج السريع لمبيد الأعشاب بالتربة من تطاير المبيد أو يمنعه تمامًا. تؤثر الرياح ودرجات الحرارة والرطوبة على نسبة التطاير أيضًا، وتحد الرطوبة من حدوثه. يُعد حمض 2,4- ثنائي كلورو فينوكسي أسيتيك ومبيد الديكامبا العشبي من بين المواد الكيميائية شائعة الاستخدام المعروفة بأنها قابلة للتطاير، ولكن هناك العديد من المواد الكيميائية الأخرى. يزيد استخدام مبيدات الأعشاب في نهاية الموسم لحماية النباتات المعدلة وراثيًا والمقاومة لمبيدات الأعشاب من خطر التطاير بسبب ارتفاع درجات الحرارة، ولأن عملية دمج المبيد بالتربة تصبح غير عملية.

## قلق عام
رغم وجود قلق عام وأبحاث كثيرة حول انجراف رذاذ المبيد الحشري، يسبب التلوث من مصدر ثابت (مثل مبيدات الآفات التي تدخل المسطحات المائية بعد تسرب كمية مركزة أو قليلة من الملوثات) ضررًا بيئيًا كبيرًا. لا يلقى القلق الشعبي المتعلق بانجراف المبيدات الحشرية استجابة تنظيمية كافية. فمثلًا، يُفكر مؤيدو العدالة البيئية في كاليفورنيا في تصعيد الابحاث التي تتناول انجراف المبيدات الحشرية عبر تصنيفها على أنها تلوث هوائي بغرض لفت انتباه وكالة حماية البيئة الأمريكية.
يُعد عمال المزارع والتجمعات المحيطة بالمزارع الكبيرة عرضة للمبيدات الحشرية. شهد وادي سان هواكين في كاليفورنيا عدة حالات مرضية ناجمة عن التعرض للمبيدات الحشرية نتيجة لانجرافها. ناضلت منظمات مثل اتحاد عمال المزارع المتحدة من أجل سن تشريعات تقلل من انجراف المبيدات الحشرية وتحمّل المزارعين المسؤولية الكاملة. تقدّر إدارة كاليفورنيا لتنظيم مبيدات الآفات أن نسبة 37-68% من أمراض المبيدات الحشرية لدى العاملين في الزراعة في الولايات المتحدة ناتجة عن انجراف المبيدات الحشرية.
قد تملك المبيدات الحشرية التي تُرَش على حقول المحاصيل تأثيراتٍ ضارةً على حياة الأصناف غير البشرية المهمة بالنسبة إلى الأنظمة البيئية المحيطة مثل النحل وحشرات أخرى.
منذ عام 1998 وحتى عام 2006، وجدت مجلة آفاق الصحة الطبية نحو 3000 حالة ناجمة عن انجراف المبيدات الحشرية، شمل نصفها عمالًا في حقول استُخدمت فيها المبيدات الحشرية، بينما كان 14% من المصابين أطفالًا تحت سن الخامسة عشرة.

### القوانين
نشرت وكالة حماية البيئة في عام 2001 إرشادات لكل من «مصنعي المنتجات المتعلقة بالمبيدات الحشرية، ومورّديها، ومسجّليها» (إي بّي إيه 2001) أوضحت موقف وكالة حماية البيئة المناهض لانجراف المبيدات الحشرية، بالإضافة إلى ممارسات تصنيف المنتجات المقترحة.